# Sundvedgårds Mølle
Sundvedgårds Mølle var en vindmølle beliggende Sundbyvej 11, Sundby på Sundvedgård på Lolland.
Møllen var en jordhollænder opført ca. 1870, dvs. en hollandsk mølle uden galleri, og den eneste bevarede gårdmølle på Lolland-Falster – og en af kun få i Danmark. I 1967 væltede den i en storm og blev genrejst med en sokkel støbt i beton som erstatning for det oprindelige murede fundament.
Møllen var i de senere år stærkt angrebet af forfald og stod uden vinger. Den blev fredet 1959, men fredningen blev ophævet i 2013 på grund af det fremskredne forfald. Kulturarvsstyrelsen havde i 2008 besluttet at fastholde fredningen, men blev i 2013 underkendt af Kulturministeriet. På SDFE luftfotos fra foråret 2018 er den ikke synlig på adressen.